# Jacques (альбом Марка Алмонда)
Jacques — пятый студийный альбом британского певца Марка Алмонда, выпущенный в декабре 1989 года. Альбом является трибьютом бельгийскому певцу и автору песен Жаку Брелю и был инициирован сотрудничеством Алмонда с поэтом Полом Баком, который адаптировал французские тексты Бреля специально для Алмонда.
Песни для альбома записывались в Milo Studios в Лондоне в течение четырех лет. Алмонда сопровождала как собранная им группа (в которую входили участники «La Magia» и «Willing Sinners» Энни Хоган, Билли МакГи и Стив Хамфрис), так и различные студийные музыканты. Обложку для альбома разработал и создал Джонни Деу.

## Список композиций
Все песни написаны Жаком Брелем, английские тексты — Пол Бак, кроме указанных отдельно. 
| Оценки критиков               | Оценки критиков |
| Источник                      | Оценка          |
| ----------------------------- | --------------- |
| Encyclopedia of Popular Music | [ 3 ]           |

| No. | Название (в скобках оригинальное)      | Автор(ы)                 | Длительность |
| --- | -------------------------------------- | ------------------------ | ------------ |
| 1.  | "The Devil (Okay)" (Le Diable)         | Брель, Бак               | 3:00         |
| 2.  | "If You Need" (S'il te faut)           | Брель, Бак               | 1:57         |
| 3.  | "The Lockman" (L'Éclusier)             | Брель, Бак               | 4:05         |
| 4.  | "We Must Look" (Il nous faut regarder) | Брель, Бак               | 1:47         |
| 5.  | "Alone" (Seul)                         | Брель, Морт Шуман        | 3:25         |
| 6.  | "I'm Coming" (J'arrive)                | Брель, Жерар Жуанне, Бак | 6:13         |

| No. | Название (в скобках оригинальное)              | Авторы                    | Длительность |
| --- | ---------------------------------------------- | ------------------------- | ------------ |
| 7.  | "Litany For a Return" (Litanie pour un retour) | Брель, Франсуа Робер, Бак | 2:00         |
| 8.  | "If You Go Away" (Ne me quitte pas)            | Брель, Род МакКьюэн       | 4:15         |
| 9.  | "The Town Fell Asleep" (La ville s'endormait)  | Брель, Бак                | 5:35         |
| 10. | "The Bulls" (Les toros)                        | Брель, Шуман              | 2:40         |
| 11. | "Never To Be Next" (Au suivant)                | Брель, Бак                | 4:53         |
| 12. | "My Death" (La Mort)                           | Брель, Шуман              | 4:53         |

## Участники записи
- Марк Алмонд — вокал, все аранжировки, адаптация песни
- Энни Хоган — фортепиано на треках A1-A5, B1-B5
- Одри Райли — виолончель, струнные аранжировки в песне «The Town Fell Asleep».
- Мартин МакКэррик — виолончель, аккордеон
- Билли МакГи — контрабас, аранжировки для гобоя, струнные аранжировки на «The Devil (OK)», «If You Go Away» и «The Town Fell Asleep»
- Стивен Хамфрис — ударные, перкуссия
- Ричард Райли — гитара
- Чарльз Грей — клавишные
- Джулия Гирдвуд — гобой
- Джини Болл — скрипка
- Морис Орхют — фортепиано в песнях «I’m Coming» и «My Death».
- Чарльз Грей — продюсер, аранжировки всех остальных инструментов
- Джим Толер — инженер
- Джонни Деу — картина на обложке